# Холандија на Европском првенству у атлетици у дворани 1972.
Холандија је учествовала на 3. Европском првенству у атлетици у дворани 1972. одржаном у Греноблу, Француска, 11. и 12. марта. У трећем учешћу на европским првенствима у дворани репрезентацију Холандије представљала су два атлетичарао (2 м и 0 ж) који су се такмичили у две дисциплине.
На овом првенству представници Холандије нису освајали медаље.
У табели успешности (према броју и пласману такмичара који су учествовали у финалним такмичењима (првих 8 такмичара)) Холандија је са једним учесником у финалу делила 21. место са 4 бода, од 23 земље које су имале представнике у финалу, односно све земље учеснице су имали представника у финалу.
| Плас. | Земља     | 1. место | 2. место | 3. место | 4. место | 5. место | 6. место | 7. место | 8. место | Бр. финал. - Бод. |
| ----- | --------- | -------- | -------- | -------- | -------- | -------- | -------- | -------- | -------- | ----------------- |
| 14.   | Холандија | −        | −        | −        | −        | −        | 1 − 3    | 1 − 2    | 2 − 2    | 4 − 7             |

## Учесници
| Бр. | Дисциплина | Мушкарци     | Жене | Укупно |
| --- | ---------- | ------------ | ---- | ------ |
| 1.  | 800 м      | Јан Рејдерс  |      | 1      |
| 2.  | 1.500 м    | Брам Васенар |      | 1      |
|     | Укупно (2) | 2            | 0    | 2      |

## Резултати

### Мушкарци
| Атлетичар    | Дисциплина | Лични рекорд | Квалификације | Квалификације | Полуфинале | Полуфинале | Финале   | Финале | Детаљи |
| Атлетичар    | Дисциплина | Лични рекорд | Резултат      | Место         | Резултат   | Место      | Резултат | Место  | Детаљи |
| ------------ | ---------- | ------------ | ------------- | ------------- | ---------- | ---------- | -------- | ------ | ------ |
| Јан Рејдерс  | 800 м      |              | 1:50,91       | 4. у гр. 2    |            |            | НЗ       | БП     |        |
| Брам Васенар | 1.500 м    |              |               |               |            |            | 3:47,61  | 4 / 9. |        |

## Биланс медаља Холандије после 3. Европског првенства у дворани 1970—1972.
|     | ЕП     |   |   |   |   | УП    |
| 1.  | 1970.  | 0 | 0 | 1 | 1 | =12   |
| 2.  | 1971.  | 0 | 0 | 0 | 0 | =16   |
| 3.  | 1972.  | 0 | 0 | 0 | 0 | = 19. |
| 1-3 | Укупно | 0 | 0 | 1 | 1 | =19   |
| --- | ------ | - | - | - | - | ----- |

|                                        | ЕП                                     |                                        |                                        |                                        |                                        |                                        |
| Није било вишеструких освајача медаља. | Није било вишеструких освајача медаља. | Није било вишеструких освајача медаља. | Није било вишеструких освајача медаља. | Није било вишеструких освајача медаља. | Није било вишеструких освајача медаља. | Није било вишеструких освајача медаља. |
| -------------------------------------- | -------------------------------------- | -------------------------------------- | -------------------------------------- | -------------------------------------- | -------------------------------------- | -------------------------------------- |

## Холандски освајачи медаља после 3. Европског првенства 1970—1972.
|    | Атлетичар/ка       | м | ж | ЕП       | Дисциплина |   |   |   |   |
| -- | ------------------ | - | - | -------- | ---------- | - | - | - | - |
| 1. | Вилма ван ден Берг |   | ж | 1970.    | 60 м       |   |   |   | 1 |
| 2. |                    |   |   | 1971.    |            | 0 | 0 | 0 | 0 |
| 3. |                    |   |   | 1972.    |            | 0 | 0 | 0 | 0 |
|    | Укупно             | 0 | 1 | 1970—72. |            | 0 | 0 | 1 | 1 |